# Fundu Văii (Lipovăț), Vaslui
Fundu Văii este un sat în comuna Lipovăț din județul Vaslui, Moldova, România. Se află în partea de nord-vest a Județului, Vaslui.
Ca sat este înregistrat prima dată în 1865, cu numele de Fundătura Orgoiești aparținând de Comuna Orgoiești. În 1873 este menționat sub numele de Fundoaia. În 1876, cu același nume, trece la Comuna Bogdănești. Din 1925 pâna în 1929 aparține de Comuna Căpușneni. În 1950 trece la Comuna Lipovăț.Sub numele de Fundu Văii

## Nume strada:DJ245D, Fundu Văii 737339, Romania
1. ↑  Google Earth
2. ↑  x indică operatorul telefonic: 2 pentru Romtelecom și 3 pentru alți operatori de telefonie fixă

 Acest articol despre o localitate din județul Vaslui este deocamdată un ciot. Puteți ajuta Wikipedia prin completarea lui.